# 太平洋国立大学

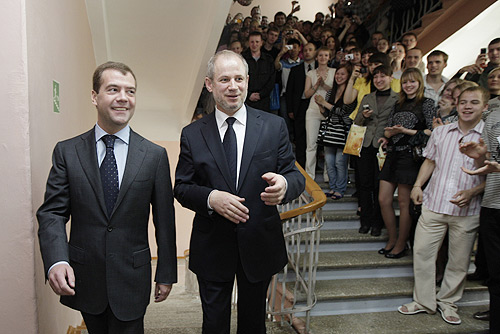
2009年5月21日－俄罗斯总统德米特里·梅德韦杰夫在校长谢尔盖·伊万晴科的陪同下参观太平洋国立大学

48°31′51″N 135°03′10″E / 48.53083°N 135.05278°E
太平洋国立大学（俄语：Тихоокеанский государственный университет）是俄罗斯远东联邦管区国家重点综合性大学之一，学校座落在哈巴羅夫斯克（伯力）。

## 历史
该大学是根据1958年苏联高等教育部颁发的第351号文件被批准并成立于哈巴罗夫斯克，当时的名称是哈巴罗夫斯克汽车公路工程学院。该校第一任校长为达尼洛夫斯基，他管理学校长达30年。该校当时有4个专业:工业与国民建设、交通工程、交通运输、汽车载运工具。
到1962年该校已经拥有5个系：建筑系、机械系、汽车运输系、公路工程系和林业系。学校已开设10个专业，培养学生总数达到1550人。根据苏联共产党中央委员会和苏联部长会议决定通过的第737-311号文件，该学校自1962年7月12日正式更名为伯力工业大学。
在哈巴罗夫斯克工业大学时期，学校已经下设10个系：机械系、建筑系、化学工程工艺系、交通运输系、交通（公路）工程系、林业工程系、国民经济系、夜校、函授以及一般技术系（在海兰泡市）。专业总数达到18个。
1992年12月，学校取得新的发展，更名为“太平洋国立技术大学”。而后的一系列重大事件令该校取得突破性发展。根据2005年3月23日联邦教育代办处颁发的第170号文件，该校正式更名为“太平洋国立大学”。

## 现状

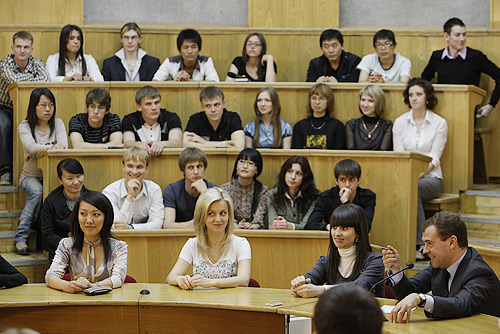
2009年5月21日俄罗斯总统德米特里·梅德韦杰夫在太平洋国立大学与学生进行会谈。

目前太平洋国立大学下设8个学院，3个系（拥有学院权利）：
- 远东公路工程学院
- 远东林业技术学院
- 远东法律学院
- 建筑技术学院
- 信息技术学院
- 交通与能源学院
- 经济管理学院
- 国际系
- 数学建模及其操作过程系
- 函授系

远东学院包括工业技术，管理，商业以及法律方向（学院：速成双学位教学；短期函授教学；重修及继续教育）。
该校设有61个国家高等院校基础专业，32个本科方向，26个研究生方向，40个本科结束后继续教育专业，现已培养学生达21000余人。太平洋国立大学拥有900多名教师，其中博士102人，副博士426人（2009年10月统计数据）。

## 科研活动
在太平洋国立大学形成了20多个学科派别，都已得到国内外的认可。太平洋大学的科研领域有物理数学科学，还包括核物理反映理论，信息通讯技术，超微工艺，材料学，机器制造业，建筑学，城市建设，社会学，经济学，法学等等。
最近几年，太平洋国立大学在基本研究的范围—数学、原子核理论、不同系统的导热模型的结构、燃烧动力学以及磁光现象领域的研究都达到了世界水平。并创建了数学建模，计算方法，处理水下成像的方法及程序，研究微毫秒电磁脉冲的照射对合金物理性质的影响。
大学里科学研究的配套基础学科有：测量-计算的操作方法和信息处理系统；不同用途的自动信息系统设计；加工技术处理系统；其中包括水下加工技术；材料学；完善技术加工过程，机器结构和机械装置；提高交通工具的利用率，完善其使用性能；开采工艺胚料，木材深加工；合理利用自然资源和保护周围环境的问题；森林恢复（林业恢复）；建立备择的能源来源；工业以及居民居住房屋等设施的规划；现代化建筑技术和交通设施的研究。
每年都有600多篇阐述太平洋国立大学科研成果的学术文章在俄罗斯和国外的主要杂志、国际会议学术作品中被发表。该校的学者应邀参加在中国、美国、日本及西班牙等国举行的国际性学术座谈会和研讨会。
学校基础设施建设的不断完善，现代化设备的运用促进了学校科研效率的提高。学校现已拥有不断完善的科学实验室20多个，学术教育、工程技术中心20多个，大学生设计院2个。
太平洋国立大学极为重视创新活动的发展，这些创新活动与工业生产中采用科研成果是有极大联系的。同时提供良好的条件来吸引全体教师投入到科研工作中。近年来，太平洋国立大学成立了一系列的创新部门：有技术革新中心、哈巴地区转换（转账）技术中心、《脉冲》中心、非商业合作伙伴《远东转账技术中心》。实现了建立大学生商业学校的方案。
许多实用的科研成果被远东的工业企业采用，其中有以尤里·加加林命名的阿穆尔河畔共青城航空工业公司、伯力和阿穆尔河畔共青城石油加工厂、《远东发电公司》及参加设计开发石油天然气管道《萨哈林-1号》、《萨哈林-2号》的许多企业。
太平洋国立大学学者们的科研成果每年都出现在大型的科学技术展览会上，其中包括莫斯科国际革新与投资沙龙（莫斯科）、《高科技，高等创新，高投资》（圣彼得堡）、莫斯科国际《阿基米德》工业财产沙龙（莫斯科），这些成果不止一次的获得了大奖，其中包括金奖和银奖。每年，太平洋国立大学的学者们都会获得不少于50项的发明专利和计算机程序注册证书。自 2000年到2008年，太平洋国立大学的学者们共有298项发明成果，259项获得国家专利。
太平洋国立大学的研究生培养分为40个专业，其中有5个专业是于2007—2008年期间开设的。太平洋大学的博士培养分为7个专业。学校共有11个专业的6个答辩委员会，在与其他学校联合的基础上还可以组成7个专业的答辩委员会。最近3年学校共进行了3次博士答辩，76次副博士答辩。学校还特别重视学生的科研活动，每年太平洋国立大学都有3000多名学生参加此类活动。

## 太平洋国立大学信息自动化
在太平洋国立大学形成了强有力的现代化教育信息综合体系，包括：
- 学校内部网络
- 外部分布网
- 管理教学课程的自动系统
- 全校自动管理系统
- 电子文献周转系统
- 图书馆信息综合系统

太平洋国立大学的信息综合体系技术装备与学校管理教学信息系统连接起来可以解决各种不同的问题，积极推广信息教育体系，进行科学研究。学校共有电脑2200台，供上课与学科实践所使用的计算机机房40个，大部分班级都设有互动电子白板，并建立了校园电脑网络维修服务部门。
太平洋国立大学的信息管理的应用实现了自动管理信息系统，教育教学体系。在因特网上发展远程教育体系：建立可以形成知识提交体系的信息站点；目前，在网络上列出的教学方法综合学科达470门。通过使用ACT-3自动适应考试系统来建立知识中间检查系统，该系统可以提供470个考试、考查学科的考试题目。参加考试考查科目考试需要利用因特网进入个人账号系统。可以把电子图书和教科材料整理成：chm, djv, pdf 的形式。目前，共有3500多名函授学院和函授速成班的同学积极地运用信息站和ACT－3系统参加到教学过程中。
太平洋国立大学积极参加区域性的教学系统的信息化过程。这些课题将由作为学校结构之一的哈巴地区新信息技术中心解决。该中心保障太平洋国立大学下设的计算机都能快速、稳定的进入俄罗斯和国际教育网络，进入因特网，以及地区性的教育机构和科研机构网络系统。
为了区域教育系统的形成和建立区域教育信息通信项目的因特网平台太平洋国立大学建立了名为《帕伊杰伊亚》（音译）的网站。该站点资源建立的宗旨是让所有的教师、社会基础教育工作者、学科专家、学生家长和教育界的人员都能参加到公共和专业教育的机构中。站点为学生们（有独立完成课业的资料；自我测验的资料），为老师们（全部和分类的问题集汇；普通教学法的材料），为专业教育项目（函授学校，奥林匹克竞赛，和自考）提供不断更新的材料。
2009 年太平洋国立大学开始使用计算机信息族群。
这些信息群就是为进行不同方向的研究而设的，像实用数学，物理理论，各种不同过程模拟，经济学等，并运用于太平洋国立大学一系列专业的教学研究过程。
在太平洋国立大学学者的积极参与下，学校出版了杂志《信息与系统管理》，杂志创办人兼主编为学校科学工作副校长，技术学博士叶甫根尼·耶列明。
2009年10月国家《信息》信息技术和信息通信科学研究所在研究俄罗斯的673所国立和地方性大学使用自动化控制系统的基础上研究分析《俄罗斯联邦的高等教育机构在工作活动中对自动化控制系统的运用》。太平洋国立大学在运用自动化控制系统方面被认为已达到最高水平，由此该校跻身俄罗斯最好的55所大学之列。

## 科学图书馆
太平洋国立大学科学图书馆是本区最大的校园图书馆。她是哈巴罗夫斯克州和阿穆尔地区的94个国立图书馆、从事商业活动的图书馆、中等、高等教育机构的地区图书系统中心。太平洋国立大学科学图书馆是地区图书合作协会的成员，是太平洋地区信息图书馆合作团机构之一，是俄罗斯图书协会的成员，建立哈巴市图书馆协会的倡导者。
太平洋国立大学科学图书馆拥有藏书160万册，可供发放的图书为100万册左右。图书馆为22000左右读者提供服务，来图书馆看书学习的人数为每年70万人次。图书馆每年新增文学类图书30000余册，每年订购期刊大约有600种。
该馆共有四个信息中心（电子阅览室），形成了由113台电脑，56个Sun计算机终端，10个传感器和5个局域网中心组成的学校局域网。通过该局域网可登陆学校公共网站，并且可以进入因特网。以图书信息自动化系统《RUSLAH》和《MARC　SQL》为基础，使所有的基础工艺过程计算机化并使它与配套的资源和科学材料文件相链接。，读者可凭图书证进入以编码一体化为基础的信息自动化系统。太平洋国立大学科学图书馆为校内外的读者提供了350万条储存信息。

## 出版活动
太平洋国立大学出版社成立于1993年，由太平洋国立大学创办。该社配有现代化的印刷装订设备，拥有包括编辑校对，电脑处理，和印刷三个部门的工作团队。
太平洋国立大学出版活动的主要目标——以高质量，有竞争力的图书出版物来保障学校的科学教育过程。太平洋国立大学科学图书馆10%的藏书都是由太平洋国立大学出版社出版发行的。
太平洋国立大学出版社每年都要出版: 10-12个专题著作；20-30个科学著作集；35-45个教科书和教学参考书；120-150个教学评论，评论主要针对学生的课堂和学生独立完成的课业；20-40个学位论文摘要；30-40个重印书以及其他印刷品。
在第13届远东《2009出版之家》展览会（于2009年10月在符拉迪沃斯托克举办）上，太平洋国立大学出版社出版的一整套图书获奖并被授予奖章。在太平洋大学出版社出版的一系列刊物中《太平洋国立大学公报》在《优秀学术刊物》竞赛中获得《出版系列》奖，以及三卷版《太平洋国立大学》。

## 国际交流活动
太平洋国立大学目前已与21个国家的120多个合作伙伴保持长久 的联系（其中大学68所）。与邻近的俄罗斯远东地区－亚洲国家－太平洋沿岸地区联系最为密切，特别是作为邻国的中华人民共和国，日本，韩国，朝鲜。在这些国家中太平洋国立大学共发展合作伙伴71个：其中有大学，科研中心，工厂，科学机构。
根据长期的的国际合作项目，学校实现了科研人员和学生的互派，以此来共同进行科学研究，技术创新，教育，文化和实用设计，在俄培养外国留学本科生和研究生，并派俄罗斯大学生出国学习。近几年，太平洋国立大学成功地实现了为合作院校的毕业生发放俄罗斯毕业证的同时，也发放合作院校所在国家的毕业证。
太平洋国立大学是中国东北地区和俄罗斯远东及西伯利亚地区大学校长论坛的组织者和积极参加者。该论坛第8次会议于2009年9月在中国大连召开，与会的有35所中国大学和45所俄罗斯大学。
太平洋国立大学还实现了其它一系列的国际科学、教育项目：
- 作为组织者之一参加每年的各大学间座谈会，讨论亚洲大城市的问题 (IUSAM)。
- 参加俄罗斯方面举办的一年一度的以《现代化材料和技术加工》为题的学术会议。
- 在太平洋国立大学建立与 ( 德国 ) 萨尔州大学合作的信息和计算机科学学院。
- 在太平洋国立大学建立与（日本）《Tokyo Seimitsu Co.Ltd》公司合作的以太平洋国立大学名誉博士欧和簇博命名的精确测量设备实验室。
- 参加中俄在建筑、城市建设和在满洲里保留俄罗斯居民文化的一系列的项目（中国东北地区）。
- 参加国际原子核物理方面的理论研究项目。
- 每年太平洋国立大学都举办以《新思想，新世纪》（NIoNC）为题的由建筑专业教师、研究生及本科生参加的国际会议。

太平洋国立大学每年接收培养留学生400多人，自1989年到2009年，太平洋国立大学共培养留学生1600人左右，其中包括本科生，硕士生，副博士生和进修生，这些学生中80%来自中国。
学校通过了国际标准ISO 9001:2008教育服务认证。

## 外部連結
- 官方网站 （中文、俄語和英語）